# Posguerra

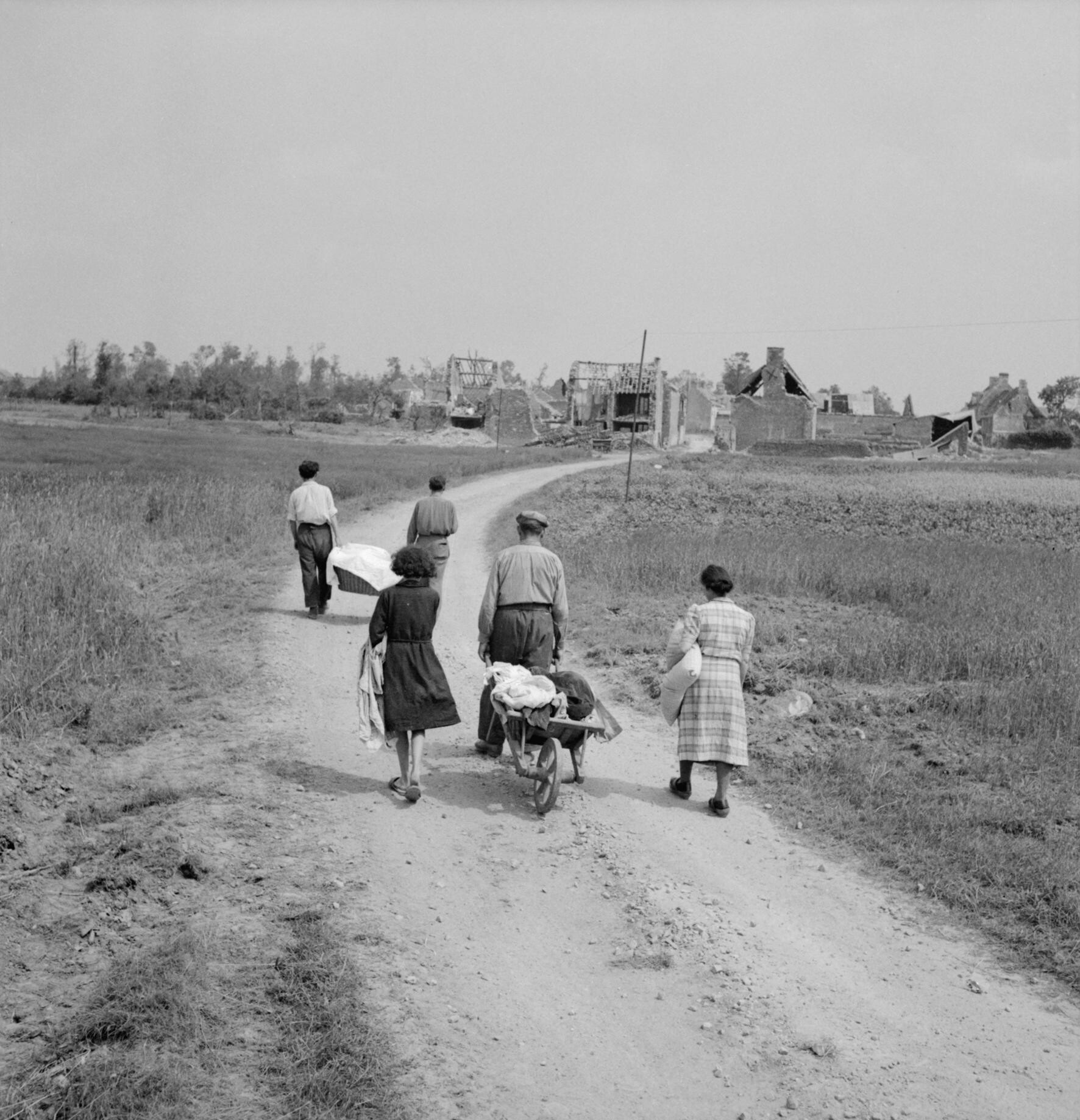
Una familia francesa regresa a su ciudad Buron al noroeste de Caen que ha sido duramente castigada por el combate (18 de julio de 1944). Tras el avance del frente aliado en la II Guerra Mundial, la situación del lugar se tornará de posguerra.

La posguerra (post-: 'después de'; guerra) es el periodo que transcurre tras un conflicto armado o una guerra lo suficientemente intensa como para desencadenar una situación de penuria, de crisis económica y social, que no finaliza hasta que se alcance una recuperación económica y una superación de un conjunto de problemas sociales, como puede ser el reabastecimiento normal similar al periodo de preguerra y a otros muchos factores relacionados indirectamente que afectan a la superación de la crisis social. 
La posguerra afecta a todo un conjunto de consecuencias que abarcan prácticamente todos los ámbitos de una sociedad (económico, social, demográfico…). Dependiendo de los recursos de cada país, algunos suelen tardar más o menos tiempo en recuperarse de una situación de guerra, aunque todos los países implicados (beligerantes o no) sufren las consecuencias de una guerra. Usualmente tarda más en recuperarse el país o los países vencidos que los vencedores.
Un ejemplo contemporáneo de auxilio humanitario a gran escala, se destaca el abastecimiento de proteína animal por la emergencia alimentaria en Europa, al finalizar la Segunda Guerra Mundial, aportados por Argentina (además de trigo) y Uruguay (que sumó a la carne, lana para abrigo), durante ese período, antes de implementarse el Plan Marshall. Ayuda que permitió, salvar a millones de vidas, a consecuencia de una guerra tan devastadora. 

## Ortografía española
Aunque la RAE reconoce el uso del prefijo post para indicar posterioridad, el uso de pos es el más recomendable, y en el caso de posguerra suele ser el más empleado con diferencia en el español moderno. Cabe destacar que solo se une a la palabra «guerra» cuando esta no forma parte de un término compuesto de más de un léxico. De lo contrario, la partícula pos se escribe por separado y sin guion (por ejemplo, posguerra civil). El motivo de ello es que pos se refiere al término completo, no solo al primer léxico, mientras que el segundo léxico, que suele ser un adjetivo, no describe la posguerra sino la guerra en sí.
En caso de emplear el término más amplio, haciendo uso doble de la palabra «guerra» (como en posguerra de la Segunda Guerra Mundial), el prefijo se escribe unido a la primera palabra.

## Ejemplos
- Posguerra de la Primera Guerra Mundial
- Posguerra de la Segunda Guerra Mundial
- Posguerra civil española